# Sorata
Sorata è un comune (municipio in spagnolo) della Bolivia nella provincia di Larecaja (dipartimento di La Paz) con 21 117 abitanti (dato 2010).

## Cantoni
Il comune è suddiviso in 7 cantoni (popolazione 2001):
- Ankoma[2] - 2 208 abitanti
- Chuchulaya[3] - 1 819 abitanti
- Guachalla[4] - 3 895 abitanti
- Obispo Bosque[5] - 962 abitanti
- San Antonio de Millipaya[6] - 1 444 abitanti
- Sorata[7] - 7 096 abitanti
- Yani[8] - 1 589 abitanti